# Carex chlorosaccus
Carex chlorosaccus är en halvgräsart som beskrevs av Charles Baron Clarke. Carex chlorosaccus ingår i släktet starrar, och familjen halvgräs. Inga underarter finns listade i Catalogue of Life.